# Мужун Чао
Мужун Чао (на китайски: 慕容超; на пинин: Mùróng Chāo) е последният император на Южна Йен, управлявал през 405 – 410 година.

## Биография
Мужун Чао е роден през 385 година във видно сиенбейско семейство. Баща му, Мужун На, е чичо на последния владетел на Ранна Йен Мужун Уей и след разгрома на тази държава през 370 година е на служба в империята Ранна Цин. След бунта на Мужуните през 384 година Мужун На и семейството му са избити, но бременната майка на неродения Мужун Чао успява да се спаси при цяните с помощта на служителя на семейството Хуйен Пин.
Мужун Чао прекарва голяма част от живота си, криейки своята идентичност. През 394 година той и майка му се установяват в Късна Лян, а през 403 година, когато тази държава е завладяна от Късна Цин, са изселени като много други местни жители в столицата Чанан. През 405 година той влиза в контакт с чичо си Мужун Дъ, който го прибира в своята държава Южна Йен и го обявява за престолонаследник.
Мужун Дъ умира по-късно през 405 година и Мужун Чао наследява трона. През 407 година той се признава за васал на Късна Цин, като в замяна успява да върне семейството си, останало там при неговото заминаване за Южна Йен. През 409 година армия на Източна Дзин, водена от военачалника Лю Сун, започва голямо настъпление срещу Южна Йен и до пролетта на следващата година завзема цялата страна. Мужун Чао е пленен и отведен в столицата на Източна Дзин Дзиенкан, където е екзекутиран, заедно с 3 хиляди южнойенски сановници и благородници.